# Оборин (район Михаловце)
Оборин (словац. Oborín, венг. Abara) — деревня и община Михаловецкого района Кошицкого края на востоке Словакии.
Расположена в Восточно-Словацкой низменности на правом берегу реки Лаборец в 25 км от Требишова и в 28 км севернее от административного центра Михаловце , в	355 км от столицы г. Братислава.
Центр деревни находится на высоте 104 м над уровнем моря.
Площадь 43,78 км².

## Население
| Год:                | 1994 | 2004    | 2014    | 2024    |
| ------------------- | ---- | ------- | ------- | ------- |
| Количество человек: | 657  | 710     | 728     | 687     |
| Разница:            |      | +8,06 % | +2,53 % | −5,63 % |

По состоянию на 31 декабря 2022 года население составляло 669 человек. Население преимущественно словацкое. Плотность населения — 15 чел./км².

## История
Впервые упоминается в 1221 году. В XV веке превратилось в торговый городок. В позднем средневековье рядом с деревней был построен замок, известный как «каструм Абара», снесённый в 1471 году.
До 1918/1919 года принадлежала Венгерскому королевству, затем перешла в состав Чехословакии, сегодня Словакии.

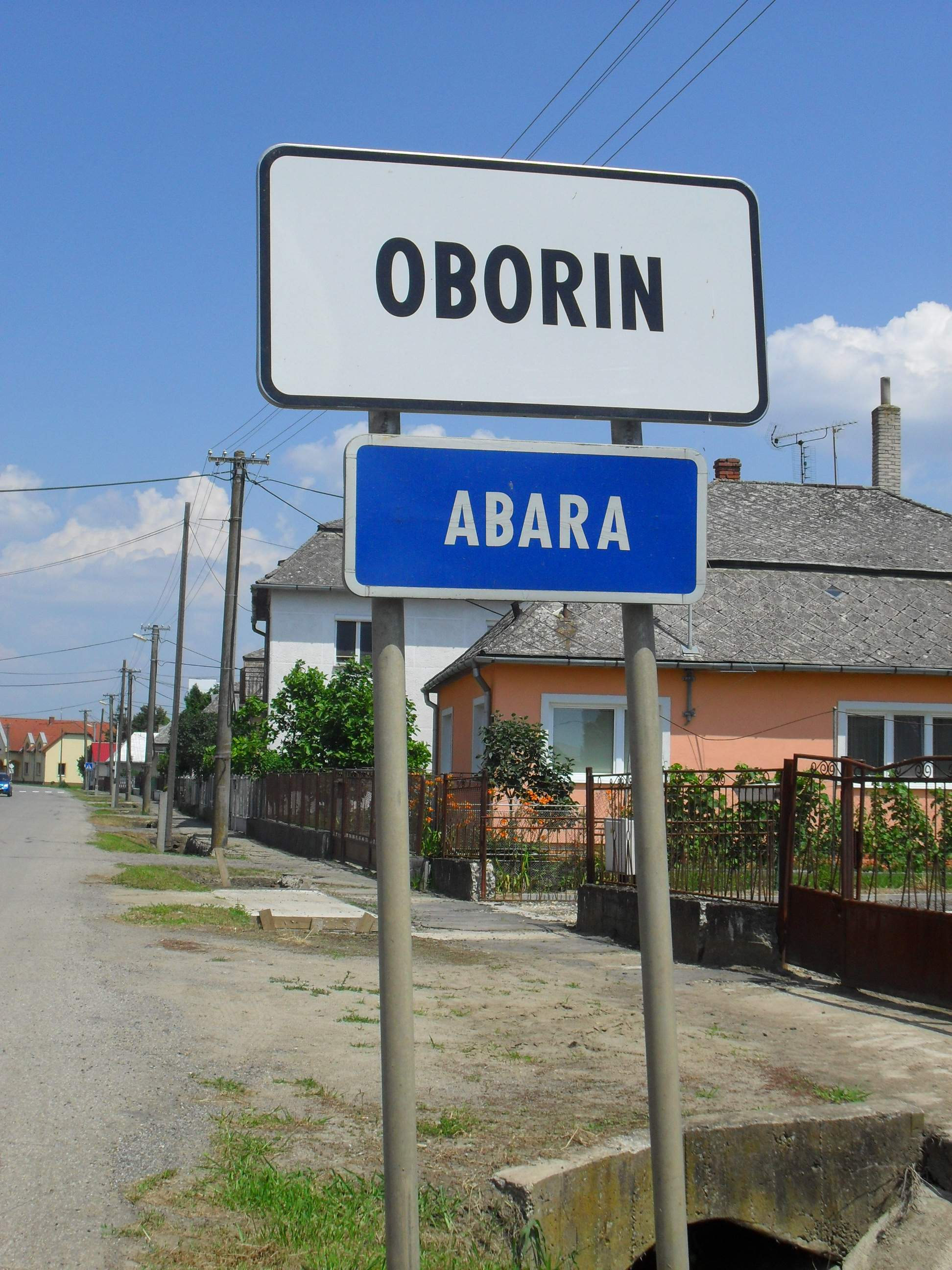
Знак при въезде в деревню
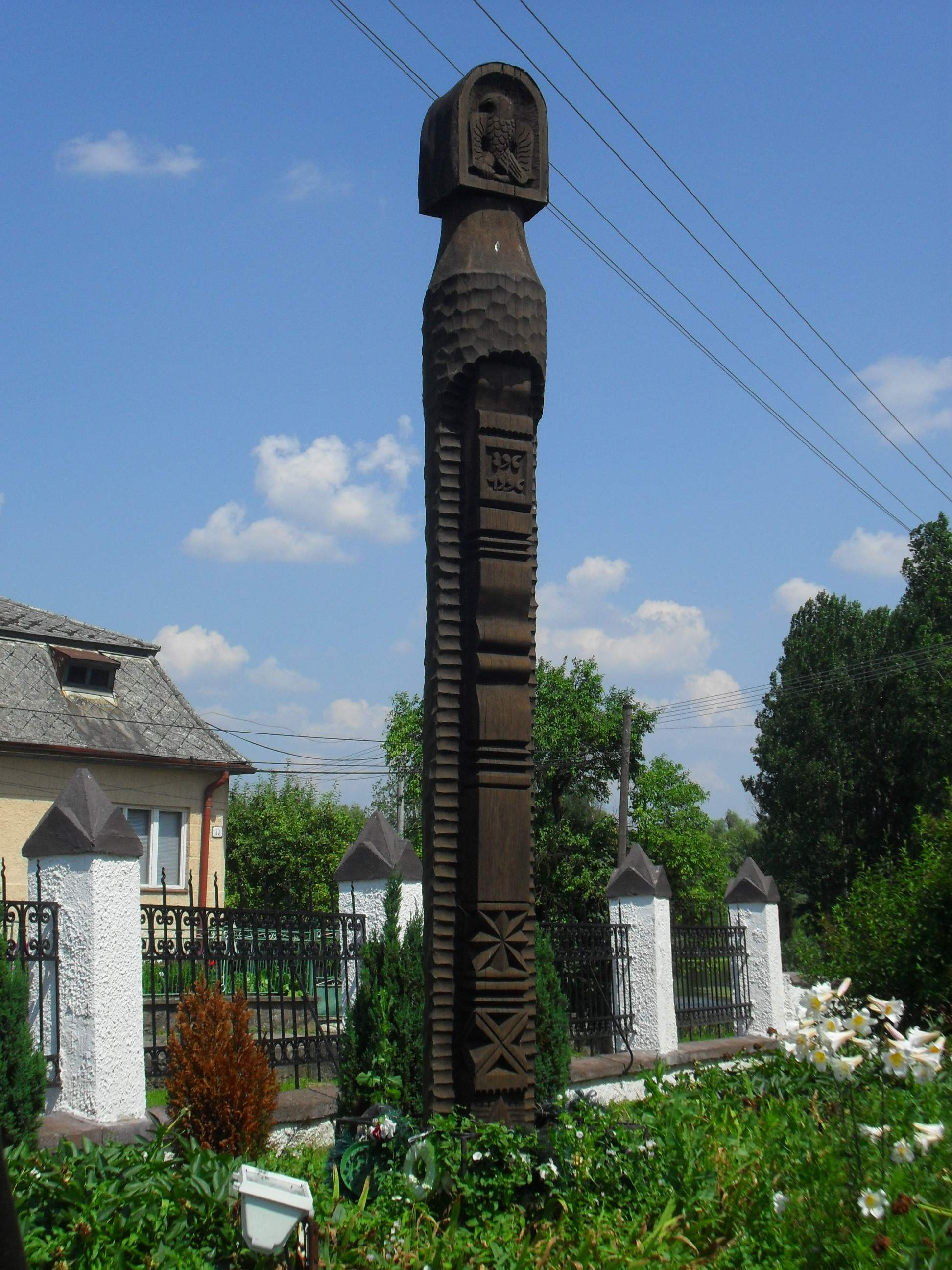
Памятник жертвах Второй мировой войны
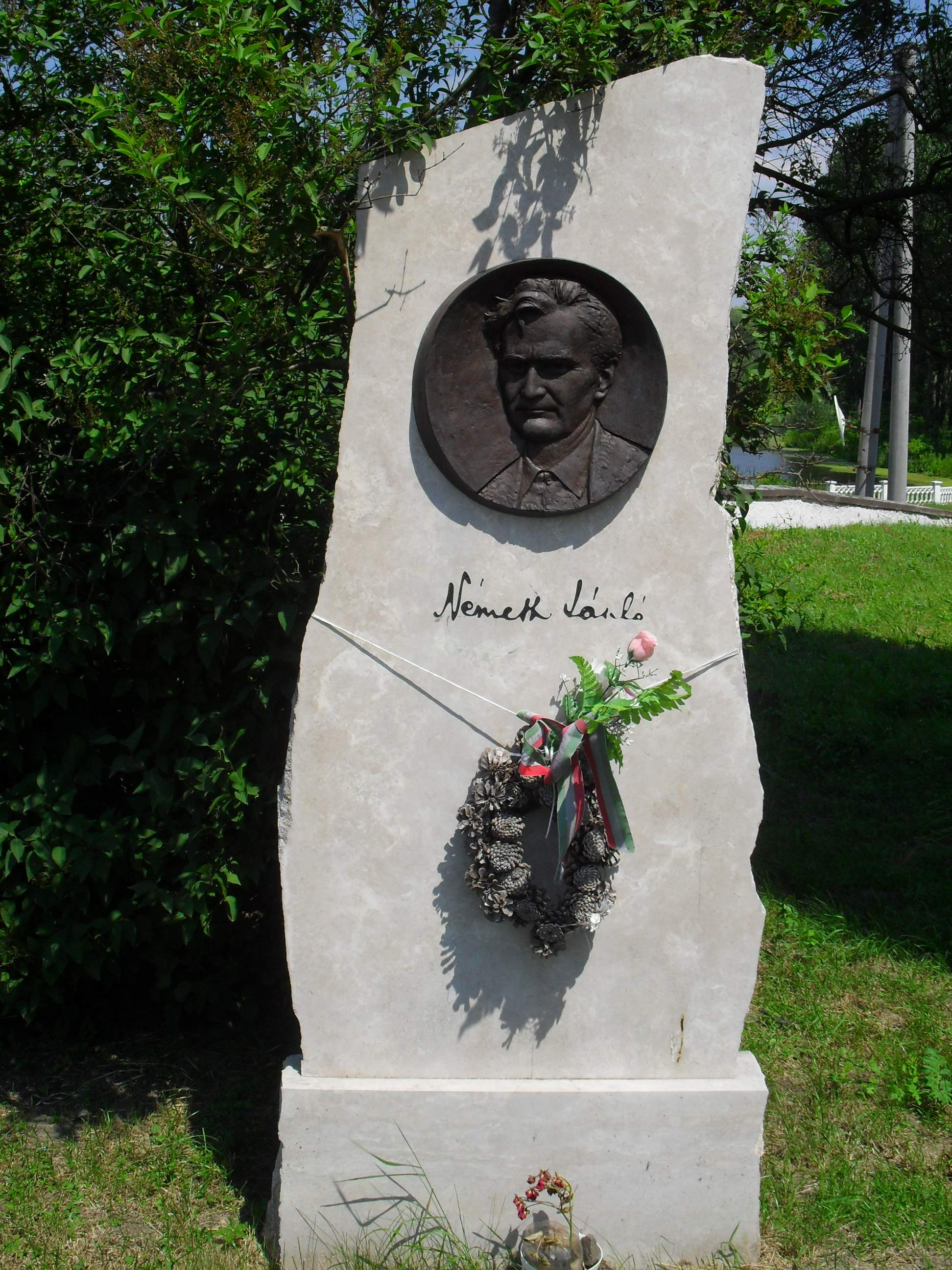
Памятник Ласло Немету
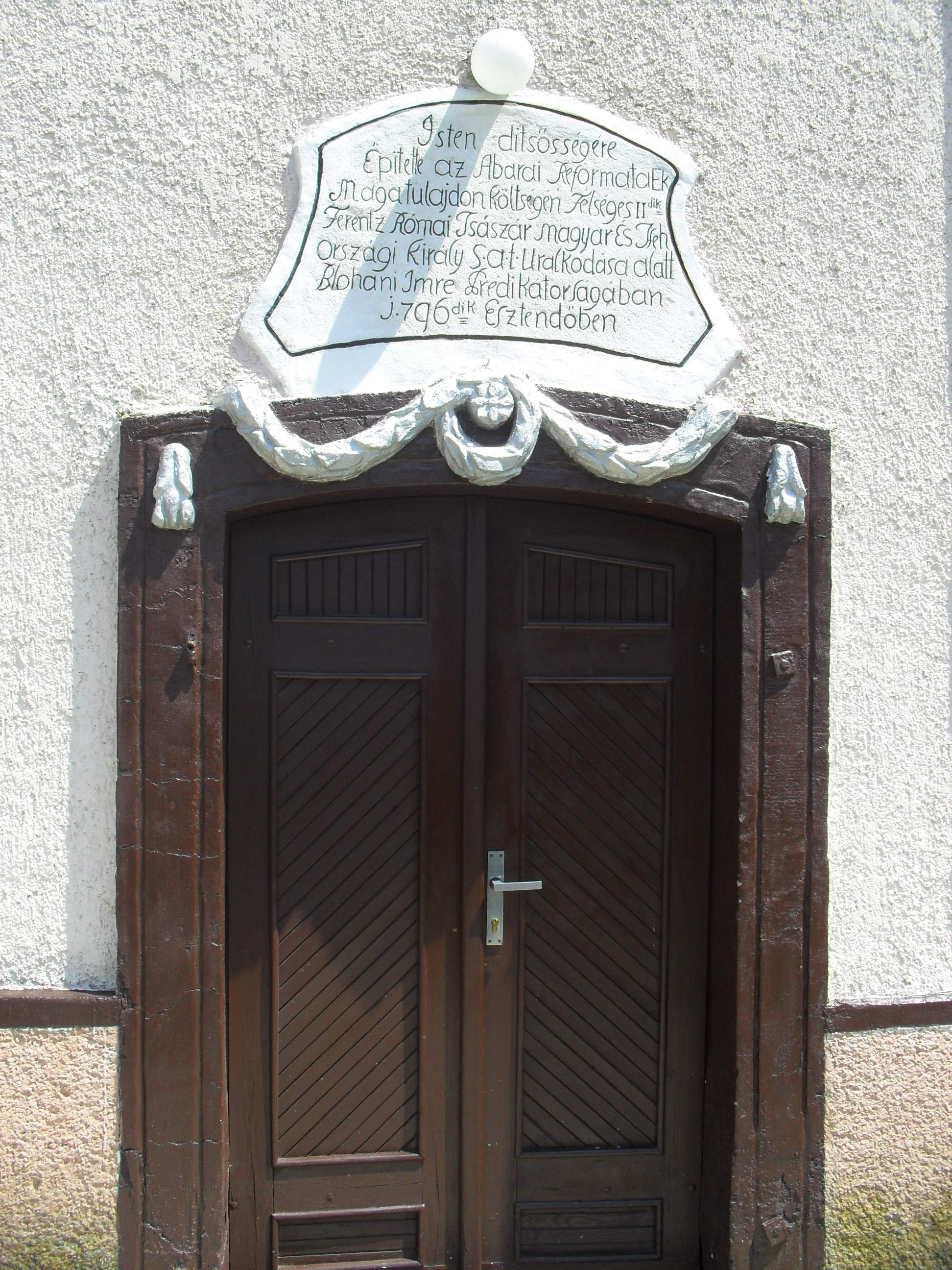
Вход в реформатскую церковь
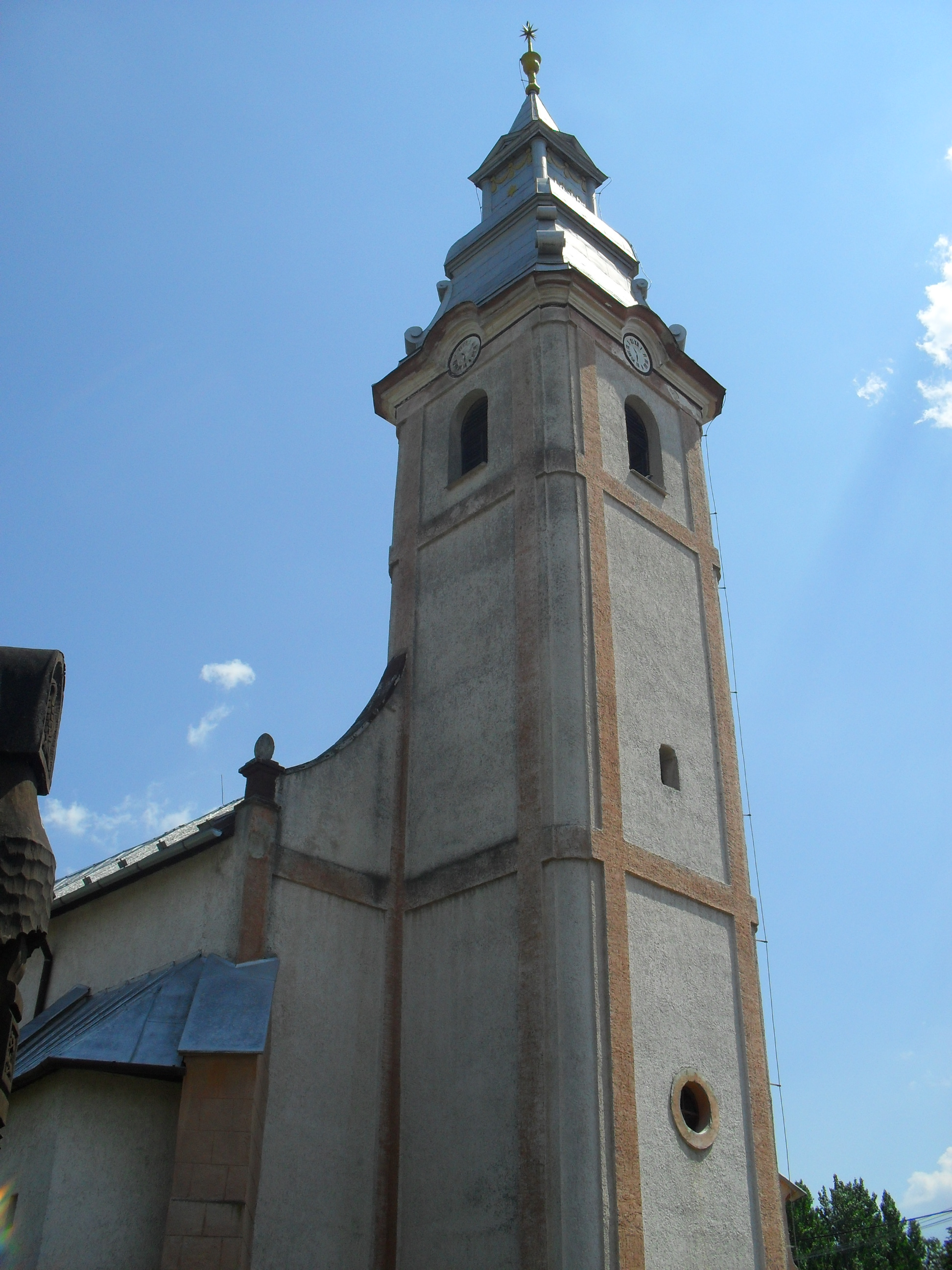
Реформатская церковь
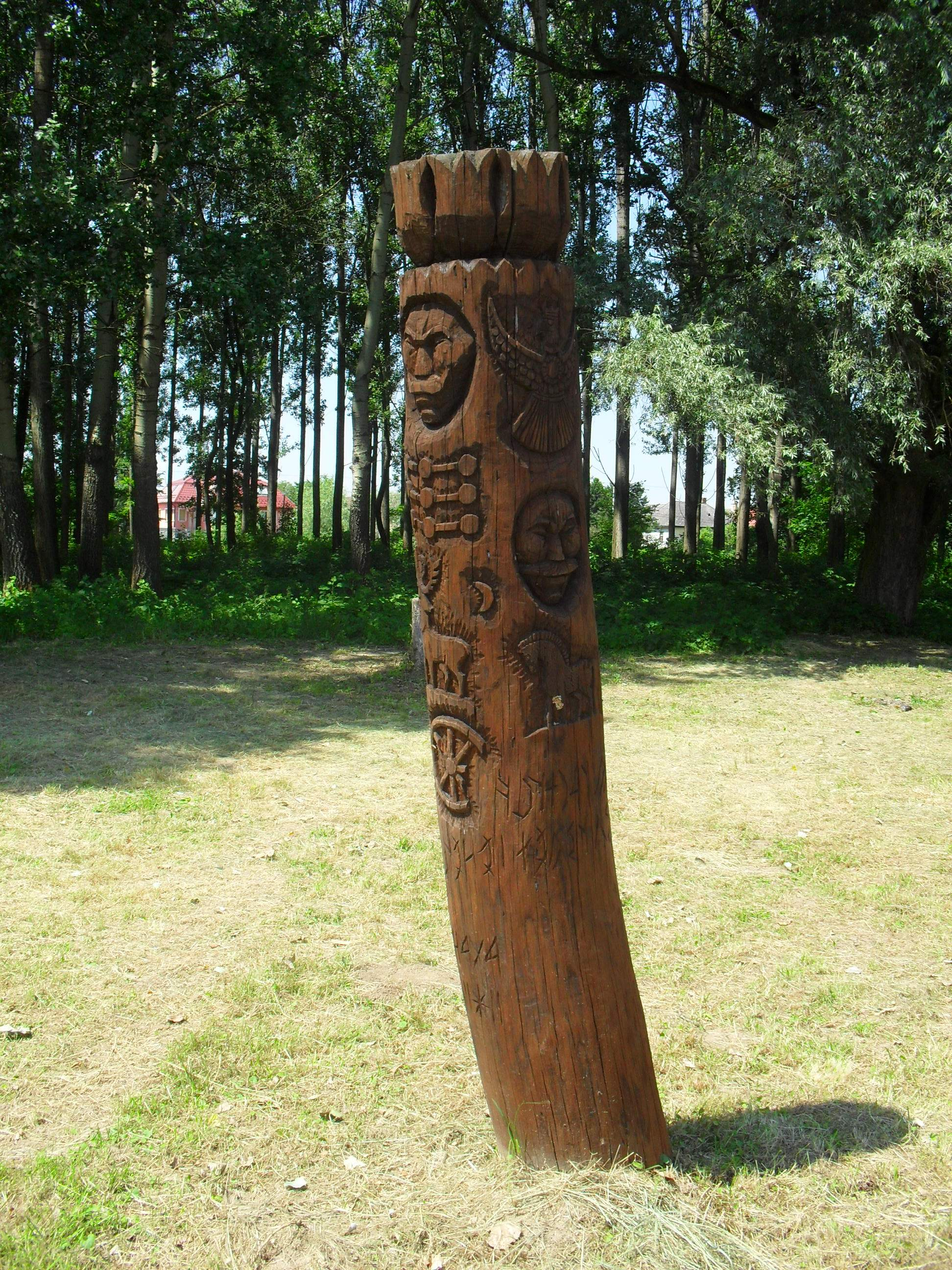
Резная деревянная статуя в деревне
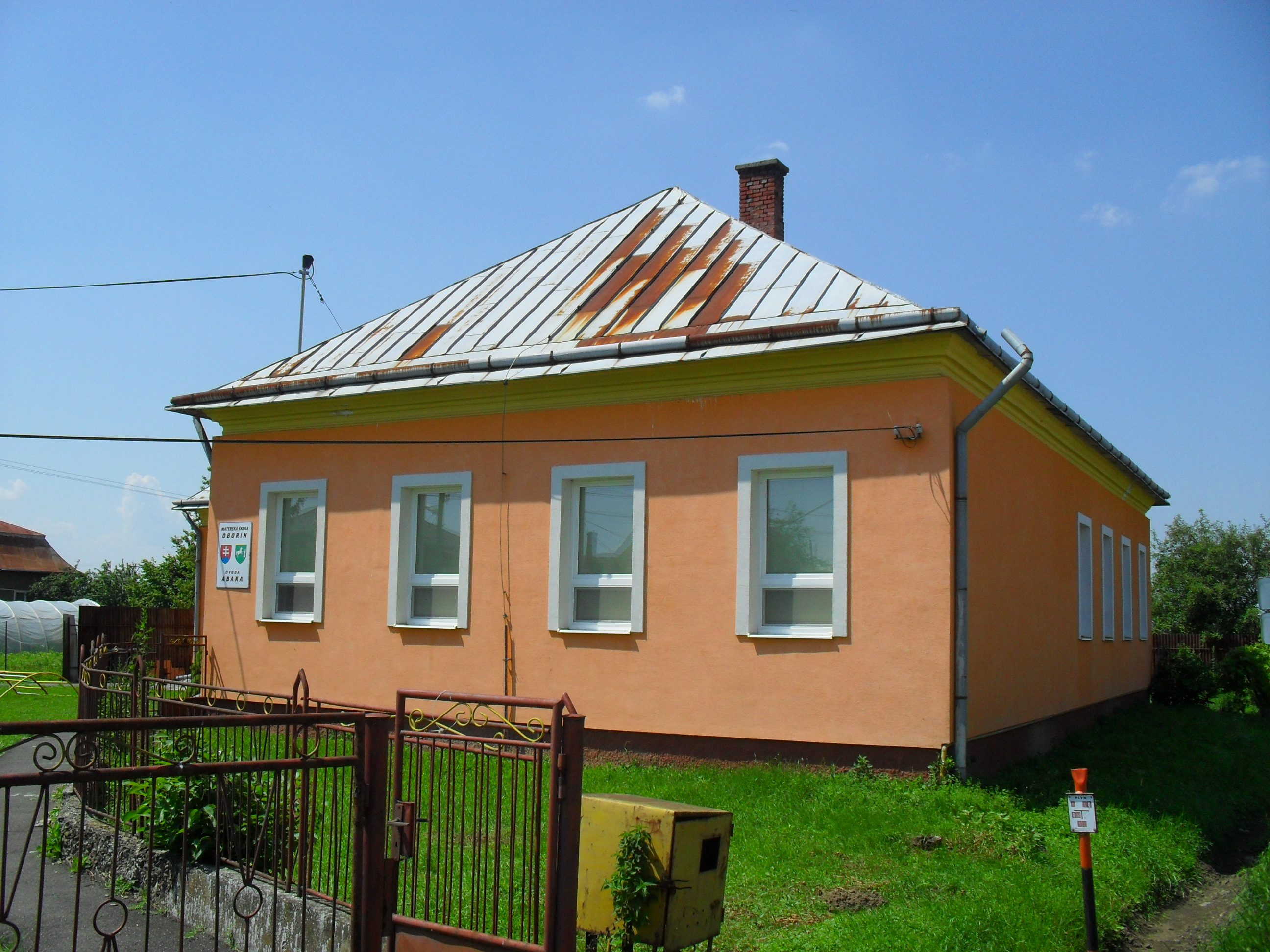
Детский сад
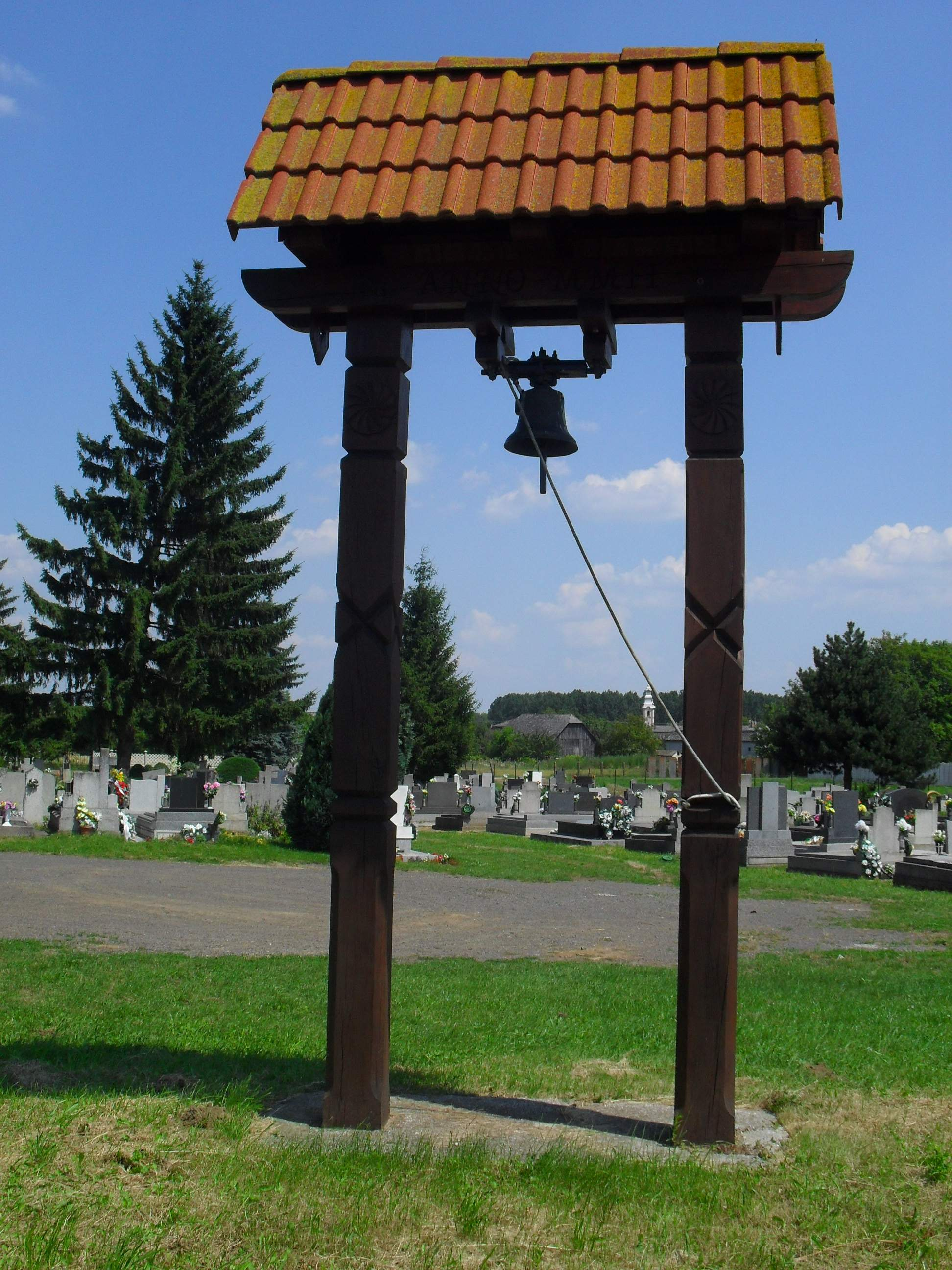
Деревянная колокольня на кладбище (2002)